# イオンベーカリーシステム
イオンベーカリーシステム株式会社は、かつて千葉県千葉市美浜区に本社を置いていたイオングループの製パン会社。2007年に旧ジョイ・コパン系列のイオン内インストアベーカリー（店舗ブランド「パン工場」）の営業権を買い取り発足した。
イオンのマイカル買収により、2011年に株式会社マイカルカンテボーレ（店舗ブランド「カンテボーレ」）を存続会社とする合併が行われ、イオンベーカリー株式会社が発足した。

## 沿革
- 2007年1月16日 - 有限会社ジョイ・コパン（三重県四日市市）よりインストアベーカリー事業を譲受、新会社としてイオンベーカリーシステム株式会社を設立し営業開始[2]。代表取締役に玉谷幹夫、執行役員にジョイ・コパン社長であった樋口豪男が就任[2]。
- 2011年3月1日 - 旧マイカル系列のマイカルカンテボーレ（店舗ブランド「カンテボーレ」）とイオンベーカリーシステム（店舗ブランド「パン工場」）が合併、イオンベーカリー株式会社が発足（存続会社はマイカルカンテボーレ）[1]。

## 店舗ブランド
- パン工場

イオンベーカリーシステム以外にも、地域会社が「パン工場」ブランドで出店する場合もあった。また「パン工場」以外のブランド名で出店する場合もあった。
また、リョーユーパン等がFC店として出店する場合もあった。その場合は、商品に貼付される製造シールの製造元欄にはフランチャイジーの名前を出さず、出店店舗の運営会社が記載されることもあった。